# Perinatalmedizin
Die Perinatalmedizin (Perinatologie) spezialisiert sich auf die gesundheitliche Versorgung von Schwangeren und Fötus kurz vor und nach der Geburt. Ihr Ziel ist es, die Sterblichkeit der geborenen Kinder im Perinatal-Zeitraum weiter zu mindern.
Der Zeitraum zwischen der 24. Schwangerschaftswoche und dem 7. Tag nach der Geburt wird als Perinatalperiode bezeichnet.
Vorreiter der Perinatalmedizin in Deutschland war Erich Saling, welcher 1967 die Deutsche Gesellschaft für Perinatale Medizin (DGPM) in Berlin gründete. Die DGPM tagt dort alle zwei Jahre.